# Carlos Morales (football)
Pour les articles homonymes, voir Carlos Morales.
Carlos Leonardo Morales Santos, plus communément appelé Carlos Morales, né le 4 novembre 1968 à Asuncion au Paraguay, est un footballeur international paraguayen. Il évoluait au poste de milieu offensif.
Son frère cadet, Ángel Morales, était également footballeur.

## Biographie
Carlos Morales Santos reçoit sept sélections en équipe du Paraguay entre 1997 et 1998, sans inscrire de but. Retenu par le sélectionneur Paulo César Carpeggiani afin de participer à la Coupe du monde 1998 organisée en France, il dispute un match lors du mondial, contre la Bulgarie.